# Scopula tensipallida
Scopula tensipallida là một loài bướm đêm trong họ Geometridae.